# Paul Koulibaly
Paul Keba Koulibaly (ur. 24 marca 1986 w Wagadugu) – burkiński piłkarz grający na pozycji środkowego obrońcy. Jest bratem-bliźniakiem Pana Pierre’a Koulibaly, także piłkarza.

## Kariera klubowa
Karierę piłkarską Koulibaly rozpoczął w klubie Étoile Filante ze stolicy kraju Wagadugu. Następnie w 2005 roku awansował do kadry pierwszej drużyny i wtedy też zadebiutował w pierwszej lidze burkińskiej. W 2006 roku zdobył z Étoile Filante Puchar Burkiny Faso, a następnie także Superpuchar Burkiny Faso.
Na początku 2008 roku Koulibaly wraz z bratem bliźniakiem podpisał kontrakt z libijskim Al-Ittihad Trypolis. Od razu został jednak wypożyczony do innego pierwszoligowca, Annaser Benghazi, gdzie spędził rok. Na początku 2009 roku wrócił do Al-Ittihad i wywalczył z nim kolejno mistrzostwo Libii, Puchar Libii i Superpuchar Libii. W latach 2010–2012 grał w Asswehly SC, a następnie odszedł do ROC Charleroi-Marchienne. W sezonie 2012/2013 grał w Dinama Bukareszt. W 2013 roku został zawodnikiem Al-Shorta SC z Iraku. W 2014 grał w ENPPI Club, a w 2015 trafił do Horoya AC. W 2016 wrócił do Étoile Filante.

## Kariera reprezentacyjna
W reprezentacji Burkiny Faso Koulibaly w 2006 roku. W 2010 roku został powołany do kadry na Puchar Narodów Afryki 2010, a w 2012 roku na Puchar Narodów Afryki 2012. W 2013 roku wraz z nią dotarł do finału turnieju, gdzie jego drużyna przegrała z Nigerią 0-1. 10 stycznia 2015 Koulibaly rozegrał swój ostatni międzynarodowy mecz w towarzyskim spotkaniu z Suazi.